# Dorinda, Silvio und Linco (Guercino)

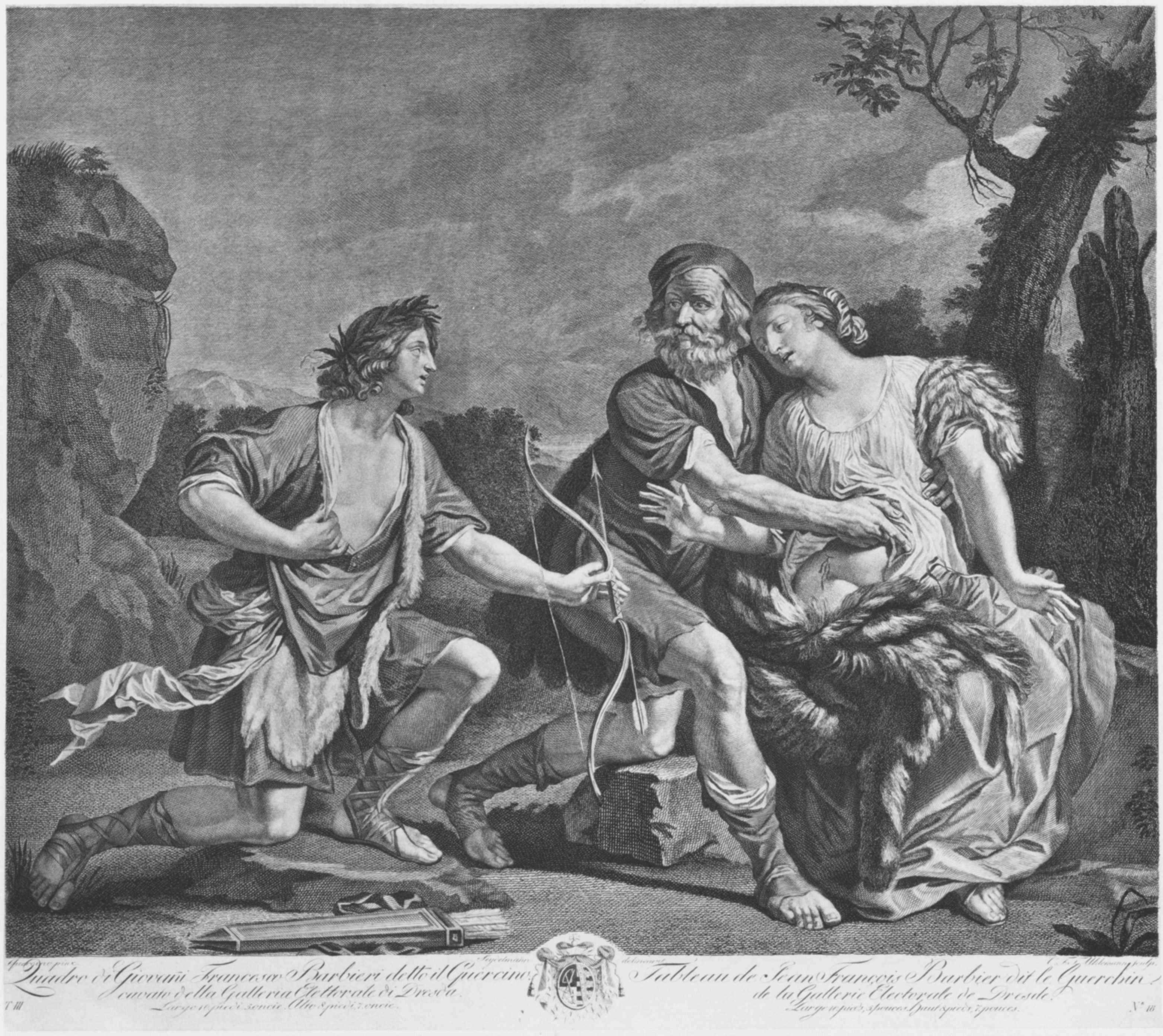
Kupferstich nach Guercinos Dorinda, Silvio und Linco

Dorinda, Silvio und Linco ist ein Bild des italienischen Barockmalers Guercino, es hängt in der Gemäldegalerie Alte Meister in Dresden.

## Bildbeschreibung
„Dorinda, Silvio und Linco. Scene aus Guarini’s „Pastor Fido“. Rechts sitzt die von Silvio verwundete Dorinda auf einem Steine. Der alte Linco umfasst sie und hebt mit der Rechten ihr Hemd auf, um dem Silvio die blutende Wunde ihres weissen Leibes zu zeigen. Silvio kniet mit dem Bogen in der Linken links vor ihr und bittet sie um Verzeihung.“

Il Pastor Fido, „Der treue Hirte“, „Treuer Hirt“ oder auch „Der treue Schäfer“ war eines der erfolgreichsten Bühnenstücke der ausgehenden italienischen Renaissance. Gewidmet dem Herzog Karl Emanuel von Savoyen, wurde es vor den Fürsten und Dichtern an den Höfen von Ferrara, Guastalla, Colorno und Akademien in Padua und Venedig vorgelesen. Nach der Uraufführung 1595 in Crema folgten weitere Aufführungen in Ronciglione  (1596), Mantua (1598), dann in Rom, Ferrara, Vicenza, Clusone, Correggio und Bologna. Das Drama wurde bewundert wie keines vor ihm, und wie Salvator Rosa berichtete, würden die Frauen das Stück sogar als Gebetbuch mit in die Kirche nehmen.
Georg Friedrich Händel komponierte 1712 auf der Grundlage dieses Bühnenstücks seine Oper Il Pastor fido.
Die dargestellte galante Szene ist dem 9. Auftritt des 4. Aufzuges entnommen. Zum besseren Verständnis des Bildes soll an dieser Stelle die deutsche Übersetzung aus dem Jahre 1773 angeführt werden:

### Neunter Auftritt. Lynko. Sylvio. Dorinde.

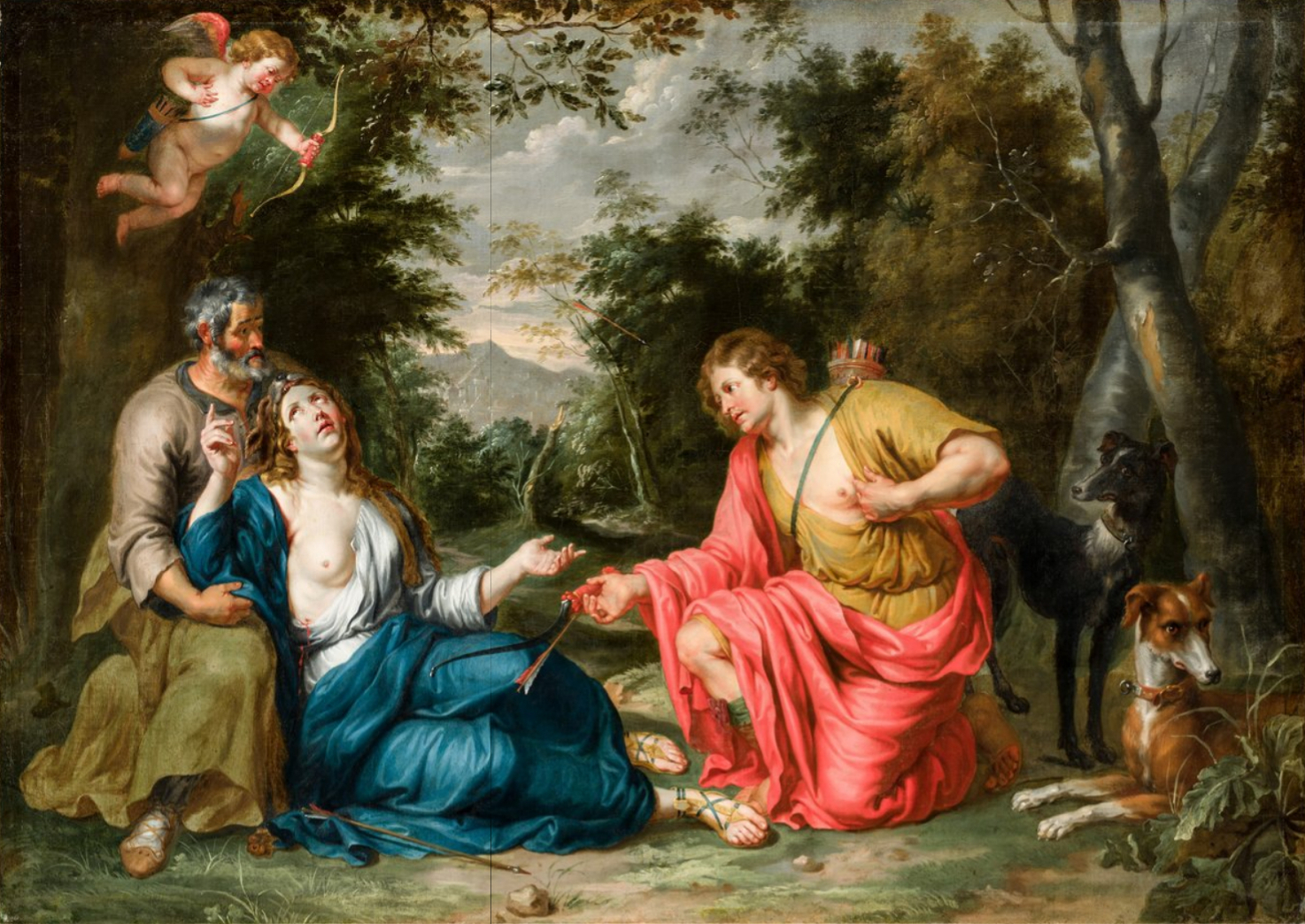
Silvio und Dorinda. Gemälde von Pieter van Lind (1609–1690)

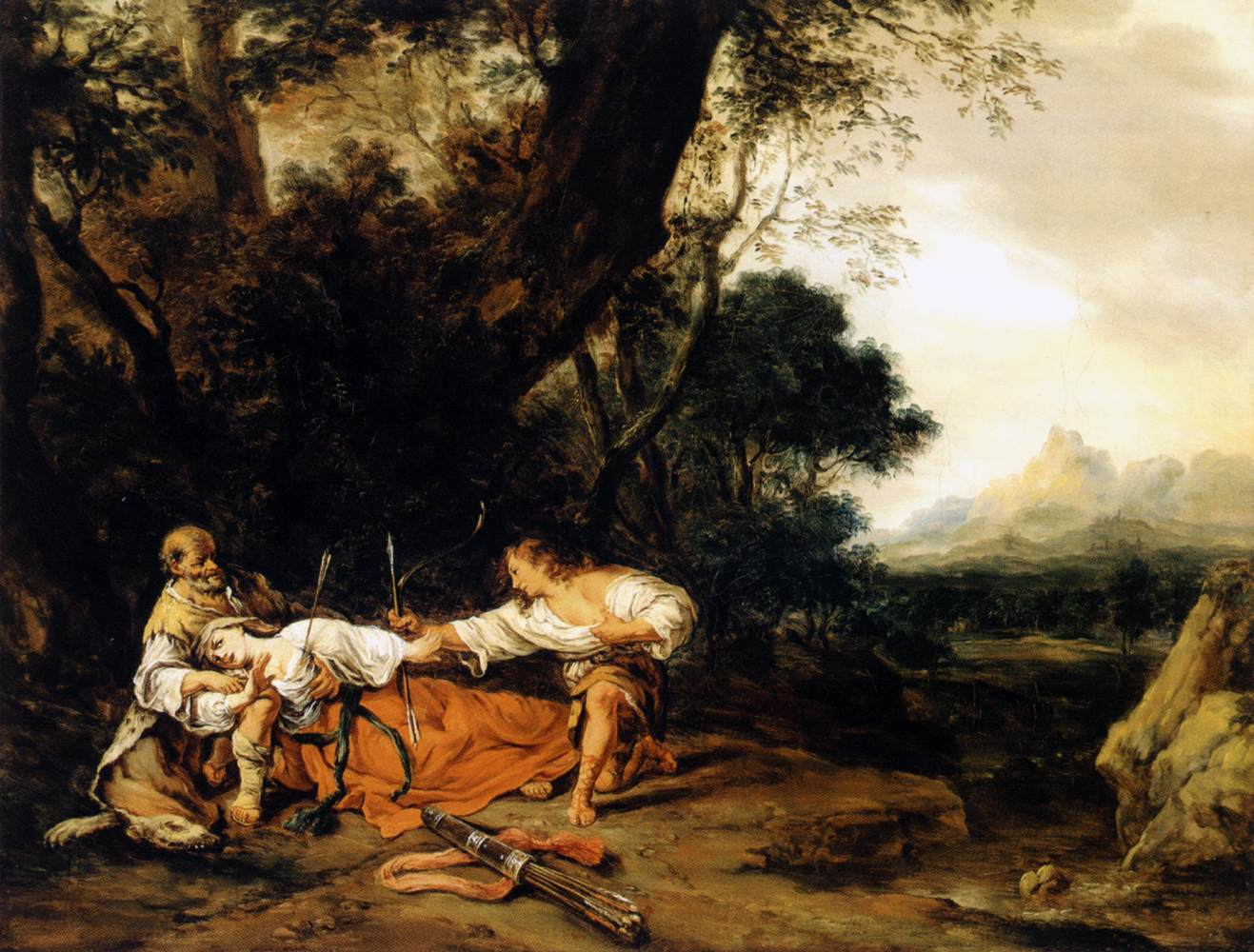
Silvio und Dorinda. Gemälde von Bartholomeus Breenbergh (–1657)

Lynko: Stütze dich nur meine Tochter, stütze dich unglückliche Dorinde nur recht auf diesen Arm.
Sylvio: (vor sich) Ach Gott – Dorinde! Ich bin des Todes –
Dorinde: O Lynko, Lynko, du mein andrer Vater.
Sylvio: (vor sich) Es ist ganz gewiß Dorinde dem Aussehn und der Stimme nach.
Dorinde: Mir beyzustehn, und mich zu erhalten scheint, Lynko, dich der Himmel ausersehn und bestimmt zu haben. Du hörtest mein erstes Weinen bey meiner Geburt, vielleicht wirst du auch die letzten Thränen meines Todes sammeln – und diese deine Arme, die mitleidsvoll einst meine Wiege waren, werden jetzt meine Bahre seyn.
Lynko: O meine Tochter, die du mir noch theurer bist, als wenn du meine wirkliche Tochter wärst, ich kann dir nicht – antworten – der Schmerz zerschmilzt alle meine Worte in Thränen –
Sylvio: (vor sich) O Erde warum thust du dich nicht auf und verschlingst mich.
Dorinde: (zum Lynko) Ach geh doch nicht so geschwinde, und weine nicht so mein gutherziger Lynko, jenes vergrößert den Schmerz und dieses die Wunde.
Sylvio: (vor sich) Unglückliches Mädchen, wie grausam wirst du für deine Liebe belohnt.
Lynko: Sey getrost meine Tochter, die Wunde wird nicht tödtlich seyn.
Dorinde: Dorinde wird indessen doch bald sterben, wüßt’ ich doch wenigstens nur wer mich so verwundet hat.
Lynko: Laß uns nur erst für die Wunde selbst sorgen, ohne uns um den Thäter zu bekümmern, denn durch Rache wird keine Wunde heil.
Sylvio: (vor sich) Aber was machst du hier, – was zauderst du – soll sie dich gewahr werden – hast du so viel Muth und Dreustigkeit – flieh Sylvio, vor der verdienten Strafe dieses rächenden Anblicks – flieh den gerechten Dolch ihrer Worte – o warum kann ich es nicht, ich weiß nicht wie, oder was für eine Macht mich mit Gewalt zurückhält, und mich zu derjenigen, die ich vielmehr fliehen sollte, noch mehr hinstößt.
Dorinde: So muß ich denn sterben, ohne zu wissen, wer mir den Tod giebt –
Lynko: Sylvio gab ihn dir.
Dorinde: Sylvio? Ach woraus schließt du das?
Lynko: Ich erkenne seinen Pfeil.
Dorinde: O wie gern verlaß’ ich die Welt, wenn Sylvio mich verwundet hat.
Lynko: (der nach Sylvio zeigt) Da sieh’ ihn in einer Stellung mit einer Miene, die ihn selbst anzuklagen scheint. (zu Sylvio) Gottlob! Sylvio! Hast du doch so lange mit deinem Bogen und deinen allmächtigen Pfeilen in diesen Wäldern umhergeschwärmt, bis du einen rechten Meisterschuß gethan hast – nun du, der du nur nach deinem Kopf, und nicht nach Lynkos Rath lebst, sag mir doch jetzt einmal, kommt dieser so geschickt vollführte Schuß vielleicht auch vom Lynko – oder kommt er allein von Sylvio? – O du kluger Jüngling, hättest du doch dem einfältigen Greise gefolgt – Antworte mir Unglücklicher, wie wirds um dein Leben stehen, wenn diese stirbt – ich weiß wohl, daß du sagen wirst: du hättest dich geirrt, und einen Wolf zu schießen geglaubt, als ob es nicht deine Schuld wäre, wenn du wie ein wilder sorgloser Knabe hinschießest ohne zu sehen, ob du einen Menschen oder ein Thier triffst – aber hast du je einen Ziegenhirten oder Landmann anders als in solcher Kleidung gesehen? Ach Sylvio! Sylvio!
Verstand der sich zu früh schon dünket reif zu seyn,

Der erndtet auch die Frucht von früher Thorheit ein.
Glaubst du eitler Jüngling, daß dieser Vorfall dir heute bloß von ungefehr begegnet sey? O wie sehr irrest du dich dann – so neue und schreckliche Vorfälle wiederfahren nie den Menschen ohne göttliche Zulassung – Siehst du nicht, daß der Himmel deiner so großen und unerträglich stolzen Verachtung gegen Liebe, Welt und alles menschliche Gefühl, überdrüßig ist? Die erhabenen Götter wollen auf Erden keinen ihres gleichen haben, und selbst bey Tugend gefällt ihnen so großer Stolz nicht – Bist du jetzt stumm, du, der du vorher so unausstehlich trotzig warst?
Dorinde: Laß den Lynko reden, Sylvio, er weiß nicht, was du vermöge der Liebe für Gewalt über Dorindens Leben und Tod hast. Ist die Wunde von dir, so hast du verwundet was dein ist, und das deinen Pfeilen ausgesetzte Ziel getroffen. Diese Hände sind, um mich zu verwunden, dem Pfeil deiner schönen Augen gefolgt – Schaue Sylvio jetzt den Gegenstand deines Hasses, sieh ihn in diesem Zustande, in dem du ihn eben haben wolltest – du wünschest ihn zu verwunden – und hast ihn verwundet – du forderst deine Beute – hier ist sie – todt verlangest du sie – sieh sie sterbend – was willst du mehr von ihr – was kann dir Dorinde mehr, als dieses geben – Ach grausamer Jüngling – ach unmitleidiges Herz – du glaubtest nicht die Wunde, die die Liebe mir durch dich versetzt, kannst du jetzt ableugnen, die mir deine Hand beygebracht hat? Du hast das Blut, das meine Augen vergossen, nicht geglaubt, wirst du nun das glauben, was meine Seite vergießt? Wenn aber in dir zugleich mit dem Mitleid nicht Menschenliebe und die angebohrne Großmuth erloschen sind, o so schlag es mir nicht ab, ich bitt’ dich grausamer und doch schöner Liebling, lasse doch meinen letzten Seufzer nur Einen Seufzer von dir begleiten, wie glücklich wir mein Tod seyn, wenn du ihn mit einem mitleidigen und gefälligen Lebewohl meine Seele! versüßest.–
Sylvio: Dorinde! – ach darf ich sagen, meine Dorinde, da du nur die meinige bist, indem ich dich verliehre, indem du den Tod von mir empfängst, da du die meinige damals nicht warst, als ich dir das Leben geben konnte – und doch will ich dich die meinige nennen, denn du sollst meinem grausamen Schicksal zum Trotz es seyn, und erlaubt dir es nicht dein Leben, so sey es durch meinen Tod – Mein ganzes Daseyn ist bereit dich zu rächen – mit diesen Waffen hab ich dich getödtet, und mit eben diesen sollst du mich tödten – grausam war ich gegen dich, und ich verlange auch von dir nichts als Grausamkeit – stolz verachtete ich dich – sieh, hier werfe ich mich nieder und bete dich mit gebeugtem Knie ehrerbietig an – und bitte dich um Verzeihung, aber nicht um Leben – da hast du Pfeile und Bogen – verwunde aber nicht die Augen, nicht die Hände als schuldige Mitgehülfen einer unschuldigen Absicht – die Brust – die triff – triff dieses Ungeheuer, diese rauhe Feindin des Erbarmens und der Liebe – dieses Herz triff, das gegen dich grausam war – hier ist die bloße Brust.–
Dorinde: Diese Brust sollt’ ich verwunden? Du hättest sie vor meinen Augen nicht entblösen dörfen, wenn ich sie hätte treffen wollen. O schöner Fels, schon oft von der Fluth meiner Thränen und meinen Seufzern vergebens bestürmt – athmest du auch gewiß – empfindest du auch gewiß Mitleiden? Oder betrügst du mich nur – Sey weich oder marmorhart, das schöne Aussehn eines weißen Alabasters soll mich nicht hintergehen, wie heute die Aehnlichkeit mit einem Thiere deinen und meinen Herrn verführt hat – ich sollte dich verwunden – Liebe verwunde dich – eine größere Rache, als dich verliebt zu sehen, kann ich nicht wünschen. Gesegnet sey der Tag, da ich zuerst entbrante, gesegnet seyn die Thränen und Martern – eurer will ich mich rühmen – keineswegs euch rächen – Aber du gefälliger Sylvio, der du dich vor derjenigen erniedrigest, über die du Herr bist, ach! Verlasse die knechtische Stellung – oder willst du ja ein Knecht Dorindens seyn, so steh auf ihren Befehl auf – das sey das erste Pfand deiner Treue, – das andre – lebe – Werde für mich, was im Himmel geschrieben steht – in dir wird mein Herz leben – und lebst du nur, so kann ich auch nicht sterben – Scheint es dir aber unbillig meine Wunde ungerächt zu lassen, so werde das Werkzeug gestraft – dieser Bogen machte sie – er allein verderbe, auf diesem Mörder allein falle die Strafe, ihn allein zerstöre man.–
Lynko: O das höchst gerechte und gütige Urtheil.–
Sylvio: So sey es dann – du unglückliches Holz sollst es entgelten, und damit du künftig keinen Lebensfaden mehr zerschneidest, so zerbrech’ ich dich, und schneide deine Sehne ab, und mach dich wieder dazu, was du vorher im Walde warst, zu einem unnützen trocknen Aste – und ihr seine Pfeile, die ihr die Seite meines geliebten Mädchens geöffnet habt – vielleicht Brüder des Bogens von Natur oder Bösartigkeit halben, ihr sollt auch nicht ganz bleiben – nicht mehr Pfeile und Waffen – nein, unnütz befiederte und bewaffnete Ruthen sollt ihr werden – schwunglose Eisen, unbewaffnete Federn – O Amor, das hast du mir wohl in der Sprache des Echo in diesen Gebüschen prophezeyt – O Gottheit! Die du Götter und Menschen bezwingst, vorher meine Feindinn, jetzt die Beherrscherin aller meiner Gedanken, machst du dir eine Ehre aus dem Siege über ein stolzes und hartes Herz. Also steh’ ich zu dir, bewahre mich vor dem Pfeile des Todes, denn mit Einem Schuß würd’ er Dorinden erlegen, und mit ihr zugleich Sylvio deinen Ueberwundnen – und stürben wir beyde, dann wäre der Triumph des grausamen Todes noch über den Triumph der Liebe.
Lynko: Ihr seyd also beyde verwundet – o glückliche, theure aber unendlich bittre Wunden, wofern Dorindens Wunde nicht heute besser wird! Laß sie uns heilen gehen.
Dorinde: Ach mein lieber Lynko, bring mich doch nicht in diesen Kleidern nach meines Vaters Hause.
Sylvio: Dorinde willst du dich wohl in ein andres Haus als zum Sylvio bringen lassen? Gewiß, heute mußt du lebendig oder todt in meinem Hause die meinige werden, und Sylvio wird todt oder lebendig mit dir seyn.
Lynko: Das kommt wie gerufen, jetzt da Amaryllis Heyrath, Leben und Ehre verwirkt hat. O gesegnetes Paar – o ihr großen Götter, schenkt doch durch Eine Genesung zweenen das Leben!
Dorinde: O Sylvio, ich bin so matt – kaum kann ich die beschädigte Seite rühren.
Sylvio: Sey guten Muths, dafür wollen wir schon Rath schaffen, du wirst uns eine angenehme Last seyn, tragen wollen wir dich, gieb mir die Hand Lynko –
Lynko: Da –
Sylvio: Halte sie recht fest – aus unsern Armen wollen wir ihr einen Sessel machen – Setze dich drauf Dorinde, und von der Seite fasse mit deinem rechten Arm Lynko um den Hals, und mit dem linken von dieser mir – lehne dich ganz sacht an, damit die beschädigte Seite dir nicht weh thue.
Dorinde: O die grausame Pfeilspitze – wie sie mich sticht.
Sylvio: Meine Schönste, setze dich recht zu rechte, wie es dir am bequemsten scheine.
Dorinde: Jetzt wird ich wohl gut sitzen.
Sylvio: Geh langsam Lynko.
Lynko: Und du wackle nicht mit dem Arm, sondern gehe grad’ und fest, denn das ist nothwendig – Ha ha, das ist ein ganz andrer Triumph als mit dem Hauerkopf.
Sylvio: Sag mir dich, liebste Dorinde, sticht dich der Pfeil sehr?
Dorinde: Ach mein Herz, er sticht mich so – aber in deinem Arm Schmerz erdulden ist mir angenehm, und der Tod süße.
(gehen mit Dorinden ab).

## Herkunft des Bildes
Gemalt 1647 für den Grafen Alfonso di Novellara, wurde das Bild 1744 in Madrid durch den sächsischen Gesandten Louis Talon gemeinsam mit anderen Gemälden für 4146 Taler angekauft. Es befand sich in einem Konvolut von 108 Bildern zweiter und dritter Classe als Femme blessé a la Chasse und als bon original de Corregge, in Dresden wurde es aber sofort als Werk Guercinos erkannt und inventarisiert. Der Katalog von 1771 beschreibt das Bild so:

„Ein Stück aus dem Pastor Fido. Lincus hält die verwundete Clorinde, welche auf einem Stein sitzt. Silvio kniet, und zeigt seine Betrübniß durch seine Bewegungen an.“